# روث وايس
روث وايس (بالألمانية: Ruth Weiss)‏ هي صحفية وكاتِبة ألمانية، ولدت في 26 يوليو 1924 في فورت في ألمانيا.